# Nezamétnoie
Nezamétnoie (en rus: Незаметное) és un poble del krai de Primórie, a l'Extrem Orient de Rússia, que en el cens del 2010 tenia 39 habitants.